# Nuria Espallargas

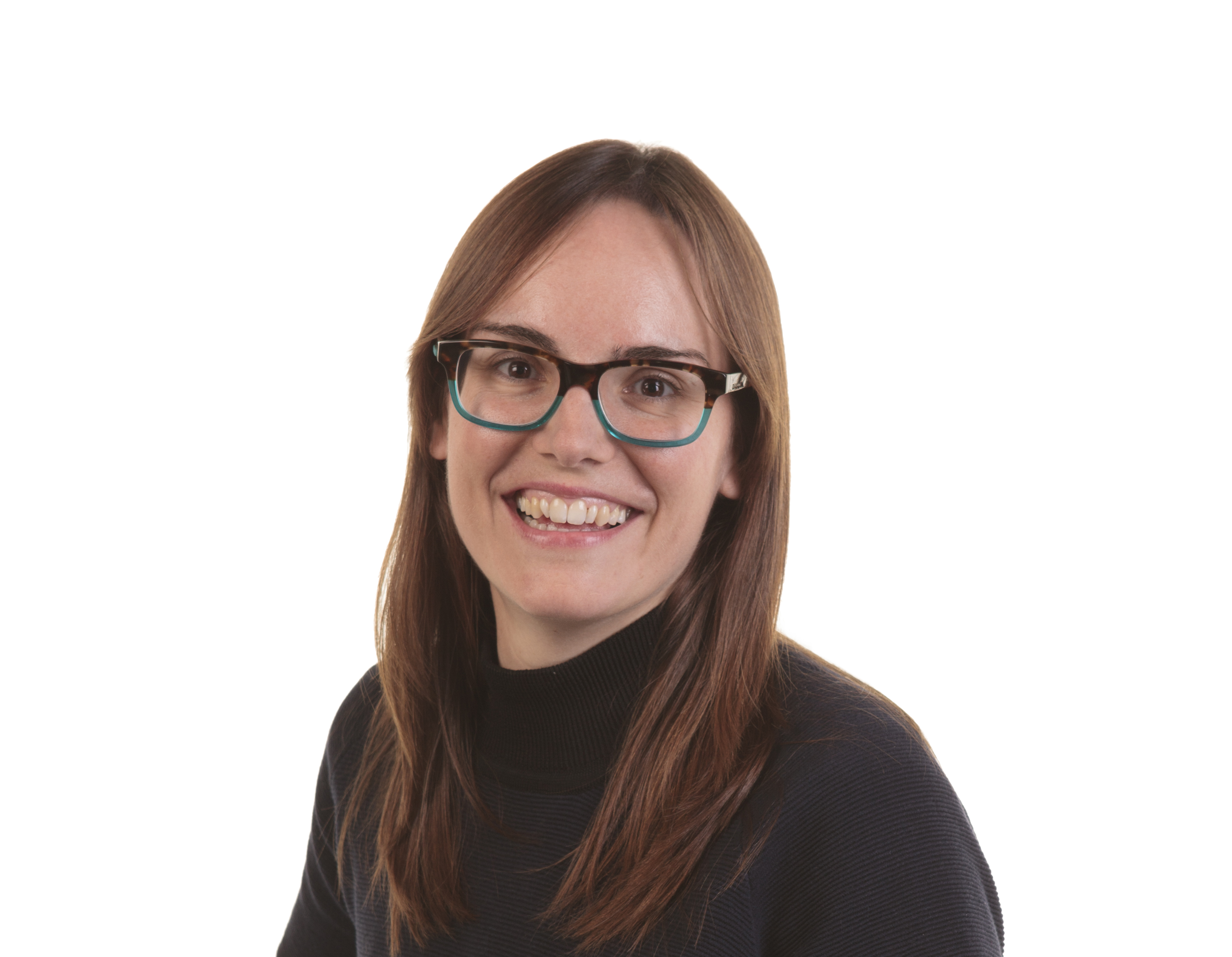
Nuria Espallargas, 2015

Nuria Espallargas Álvarez (* 3. April 1979 in Esplugues de Llobregat) ist eine spanische Chemikerin und Professorin an der Technisch-Naturwissenschaftlichen Universität Norwegens (NTNU). Sie ist Chief Technology Officer (CTO) bei Seram Coatings. Ihre Forschungsgebiete sind Oberflächenchemie, Materialwissenschaften und Tribologie.

## Leben
Espallargas begann 1997 ein Chemiestudium an der Universität  Barcelona und spezialisierte sich auf Materialwissenschaften. Sie blieb an der Universität  Barcelona, machte einen Master in Chemie und promovierte in Materialwissenschaften und Werkstofftechnik. Während ihrer Promotion wurde sie auf ein Material auf Siliciumcarbidbasis (SIC) aufmerksam.
Nach Abschluss ihrer Doktorarbeit nahm sie eine Postdoc-Stelle an der Technisch-Naturwissenschaftlichen Universität Norwegens (NTNU) in Trondheim, Norwegen an.
Im Jahr 2009 arbeitete sie als Dozentin an der NTNU in der Abteilung für Maschinenbau und Wirtschaftsingenieurwesen. Im selben Jahr erhielt sie die Finanzierung für eine Dissertation und nutzte diese Gelegenheit, um an ein Material auf Siliziumkarbidbasis (SIC) zu arbeiten. So entstand einer der härtesten Kunststoffe der Welt. Seit 2011 leitet sie die Forschungsgruppe Materialwissenschaften an der NTNU Universität.
Im Jahr 2012 wurde sie zur Professorin ernannt und war damit die jüngste Professorin an der NTNU Universität.
Die Erfindung des ThermaSic-Materials führte zur Gründung von Seram Coatings im Jahr 2014, mit Espallargas als Miterfinderin, Mitbegründerin und Chief Technology Officer (CTO).

## Preise und Auszeichnungen
- 2015: Gewinnerin des norwegischen Young innovator award[8]
- 2015: Nominiert für den besten Kommunikator der NTNU beim "Kom Award NTNU[9]
- 2017: Technologie-Unternehmerin des Jahres von Innovation Norway und dem Ministerium für Handel und Industrie.[10]
- 2019: Finalistin EU Prize for Women Innovators als Erfinderin von ThermaSic[1][11][4]
- 2022: Finalistin für den Europäischen Erfinderpreis mit Fahmi Mubarok in der Kategorie KMU[12]